# Dysdera presai
Dysdera presai là một loài nhện trong họ Dysderidae.
Loài này thuộc chi Dysdera. Dysdera presai được miêu tả năm 1984 bởi Ferrández.